# Уайт, Персия
Персия Джессика Уайт (англ. Persia Jessica White; род. 25 октября 1972) — американская актриса и музыкант. Наиболее известна ролью в сериале «Подруги», где она играет Линн Сирси. Уайт — солистка альтернативной рок-группы «XEO3».

## Ранние годы
Своё детство Уайт провела в Нассау и Майами. Её отец багамец, мать — белая американка. Мать актрисы работала школьным учителем, позже — писателем и активным борцом за права граждан. Когда Персии Уайт исполнилось восемь лет, её семья переехала в Майами, Флорида.

## Карьера
Уайт снялась в нескольких независимых картинах, таких как «Кровавые куклы» и «Роковые письма». Также её можно увидеть в сериалах «Чудеса науки», «Баффи — истребительница вампиров», «Полиция Нью-Йорка», «Южный Бруклин», «Ангел», «Подруги» и «Дневники вампира».
Персия — правозащитница, веган, борец за права животных, специалист по проблемам окружающей среды. В 2005 году она получила награду организации PETA. Уайт — активный участник Общества защиты животных Соединённых Штатов, Global Green USA, Farm Sanctuary, PETA и Sea Shepherd. Персия Уайт также является последовательницей Саентологической церкви.
Персия была сопродюсером документального фильма о жестоком обращении с животными Earthlings, который озвучил Хоакин Феникс.

## Личная жизнь
У Уайт есть дочь — Мекка Морган Уайт (род. 7 октября 1995).
С 2008 по 2009 год Уайт была замужем за музыкантом и актёром Солом Уильямсом.
С 5 июля 2014 года Уайт замужем за актёром и коллегой по сериалу «Дневники вампира» Джозефом Морганом, с которым встречалась два года до свадьбы.

## Избранная фильмография
| Год       |   | Русское название                 | Оригинальное название    | Роль                |
| --------- | - | -------------------------------- | ------------------------ | ------------------- |
| 1997      | с | Баффи — истребительница вампиров | Buffy the Vampire Slayer | Ора                 |
| 2012—2017 | с | Дневники вампира                 | The Vampire Diaries      | Эбби Беннетт Уилсон |